# طبری‌خوانی
طبری‌خوانی یا تاتی و گالشی خوانی یا تَاتپوَری‌خوانی به آوازهای محلی که در شمال ایران در استان‌های مازندران، گلستان، گیلان، سمنان و طالقان خوانده می‌شود گفته می‌شود. این آوازها توسط آوازخوان‌ها گالشی و تاتی نامیده می‌شوند و به فردی که این آواز را می‌خواند تَبری‌خوان یا تَبَری‌خوان می‌گویند. تاتی خوانی به زبان و گویش‌های مختلفی همچون مازندرانی،گالشی، تاتی و کتولی در شمال ایران خوانده می‌شوند.
به گفته پاینده لنگرودی تاتی خوانی در مازندران به ویژه منطقه بجنورد رایج هست و به خواننده آن تَبَری خوئن (tabari xoen) می‌گویند. در مازندران به این آوازها تبری و به خواننده آن تَبری خوون (tabri xun) می‌گویند. به گفته نصری اشرفی در استان مازندران تَبری (Tabri) با سکون همخوان دوم به معنای آوازی است که به زبان مازندرانی خوانده می‌شود ولی تَبَری (tabari) با زبر همخوان دوم به معنی قومیت و زبان مردم طبرستان و مازندران است.
طبری‌خوانی شعرخوانی‌های بومی است که از نظر شکل و ساختار حالات ویژه و انحصاری دارد. این ویژگی‌ها در ادبیات کلاسیک ایران کمتر می‌توان یافت، اما گاهی در برخی از شعرهای فولکلوریک سایر نواحی ایران می‌توان چنین اشعاری را دید.
طبری‌خوانی از لحاظ ساختار زبانی دارای لحن ویژهٔ مردم دشت و از لحاظ محتوا، بیشتر دارای مایهٔ عرفانی است، حال آنکه نمونه‌هایی از طبری خوانی‌های از نظر ساختمان زبانی، دارای لحنی ویژه اهالی کوهستان و به لحاظ محتوا، هم سنخ با حال و هوای کوهستان است.
به گفته ناصر وحدتی طبری خوانی رسم مشترک گالش‌های مازندران و گالش‌های گیلان می‌باشد.

## نمونه طبری خوانی
نمونه ای از طبری خوانی در مازندران:
| گالش ریکا دیم بکردی تلوئه   |  | بوردی جله سور یاد بکردی شه گوئه |
| خور بمو چشمه خشک هایته لوئه |  | آفتاب در بمو زاله بپلاس گوئه    |